# Ludovic Augustin
Ludovic C. Augustin (n. 1902 - f. 19??) era un tirador olímpico parte del equipo que ganó primera medalla Olímpica de Haití en la historia, una de bronce en equipo de tiro libre de rifle en los Juegos Olímpicos de 1924.